# Liste der Naturschutzgebiete im Landkreis Dingolfing-Landau
Die Liste der Naturschutzgebiete im Landkreis Dingolfing-Landau enthält alle Naturschutzgebiete im Landkreis Dingolfing-Landau. Zusammen nehmen sie eine Fläche von 323 Hektar ein. Das größte Naturschutzgebiet ist das 1984 eingerichtete Naturschutzgebiet Vilstal bei Marklkofen.
| Name                                          | Bild | Kennung                   | Kreis                       | Einzelheiten | Position | Fläche Hektar | Datum |
| --------------------------------------------- | ---- | ------------------------- | --------------------------- | ------------ | -------- | ------------- | ----- |
| Isaraltwasser- und Brennenbereich bei Mamming |      | NSG-00486.01 WDPA: 163926 | Landkreis Dingolfing-Landau |              | ⊙        | 51,41         | 1994  |
| Isarauen bei Goben                            |      | NSG-00461.01 WDPA: 163927 | Landkreis Dingolfing-Landau |              | ⊙        | 75,07         | 1994  |
| Magerstandorte bei Rosenau                    |      | NSG-00462.01 WDPA: 164536 | Landkreis Dingolfing-Landau |              | ⊙        | 9,57          | 1994  |
| Rosenau                                       |      | NSG-00449.01 WDPA: 82439  | Landkreis Dingolfing-Landau |              | ⊙        | 10,65         | 1993  |
| Vilstal bei Marklkofen                        |      | NSG-00220.01 WDPA: 166061 | Landkreis Dingolfing-Landau |              | ⊙        | 171,94        | 1984  |
| Walperstettener Quellmoor                     | BW   | NSG-00474.01 WDPA: 166164 | Landkreis Dingolfing-Landau |              | ⊙        | 4,19          | 1994  |
| Legende für Naturschutzgebiet                 |      |                           |                             |              |          |               |       |